# Liste der Bodendenkmale in Falkenstein/Vogtl.
In der Liste der Bodendenkmale in Falkenstein/Vogtl. sind die Bodendenkmale der Stadt Falkenstein/Vogtl. und ihrer Ortsteile nach dem Stand der Auflistung von Volkmar Geupel aus dem Jahr 1983 aufgelistet. Eventuelle Änderungen und Ergänzungen, insbesondere aus der Zeit nach der Wende, sind nicht berücksichtigt, da für Sachsen aktuell keine neueren allgemein zugänglichen Bodendenkmallisten vorliegen. Die Baudenkmale sind in der Liste der Kulturdenkmale in Falkenstein/Vogtl. aufgeführt.
| Denkmal-ID | Fundart            | Ortsteil    | Bezeichnung                           | Zeitstellung    | Lage                                                         | Bemerkungen | Bild |
| ---------- | ------------------ | ----------- | ------------------------------------- | --------------- | ------------------------------------------------------------ | --- | ---- |
| ?          | besonderer Stein   | Dorfstadt   | Steinkreuz                            | Spätmittelalter | westlich des Orts an der Straße nach Oberlauterbach, im Wald | ein Arm fehlt, Einzeichnung einer Armbrust(?), kreuzförmige(?) Vertiefung, Schutz seit 18. Juli 1963 |      |
| ?          | Befestigung > Burg | Falkenstein | Wehranlage „Schloss“, „Schlossfelsen“ | Mittelalter     | Ortsmitte, westlich im Stadtkern                             | Höhenburg in Gipfellage, Stumpf eines quadratischen Turms erhalten, Schutz seit 7. Dezember 1970 |      |
| ?          | besonderer Stein   | Schönau     | Gruppe von 2 Steinkreuzen             | Spätmittelalter | westlich im Ort, im Garten gegenüber dem Gasthof             | von einem Kreuz ragen nur der Kopf und die Oberseiten der Arme aus dem Boden, anderes Kreuz mit Kreuz in erhabenem Relief auf einer und undeutlicher Ritzung auf anderer Seite, Schutz seit 17. April 1963 |      |